# Српска демократија
Српска демократија (СД) је политичка странка српске мањине у Републици Косово. Њен председник је Александар Арсенијевић.

## Историја
Претходница Српске демократије је Грађанска иницијатива „Српски опстанак“ коју је водио Александар Арсенијевић. Оснивачка скупштина Српске демократије је одржана 5. новембра 2023. године, а Александар Арсенијевић изабран за првог председника странке. За чланове председништва су такође изабрани Иван Орловић, Валентина Ћерковић, Маринко Анђелковић и Стефан Вељковић. Српска демократија је званично регистрована од стране Централне изборне комисије Косова (ЦИК) 6. децембра.
Српска демократија критикује Српску листу и њене представнике, као и приштинске власти.